# Margraviat de Brandebourg-Küstrin
 (mai 2025).
1535–1571
Entités précédentes :
- Marche de Brandebourg

Entités suivantes :
- Marche de Brandebourg

Le margraviat de Brandebourg-Custrin (en allemand : Markgrafschaft Brandenburg-Küstrin) est un ancien territoire du Saint-Empire romain existant de 1535 à 1571 en tant que secundogéniture de la maison de Hohenzollern avec comme capitale la ville de Custrin (Küstrin). La principauté était l'héritage accordé à Jean de Brandebourg, fils cadet de l'électeur Joachim Ier Nestor. Il a été réunifié avec l'électorat de Brandebourg après la mort de Jean en 1571. 

## Histoire
En violation du règlement intérieur de la maison de Hohenzollern, rédigée par son grand-père Albrecht III Achille en 1473, l'électeur Joachim Ier Nestor de Brandebourg décida dans son testament, que certaines parties de la marche de Brandebourg à l'est de l'Oder devaient revenir à son deuxième fils Jean — son fils aîné Joachim II Hector lui succédant quant à lui à la tête de la Marche-Électorale.

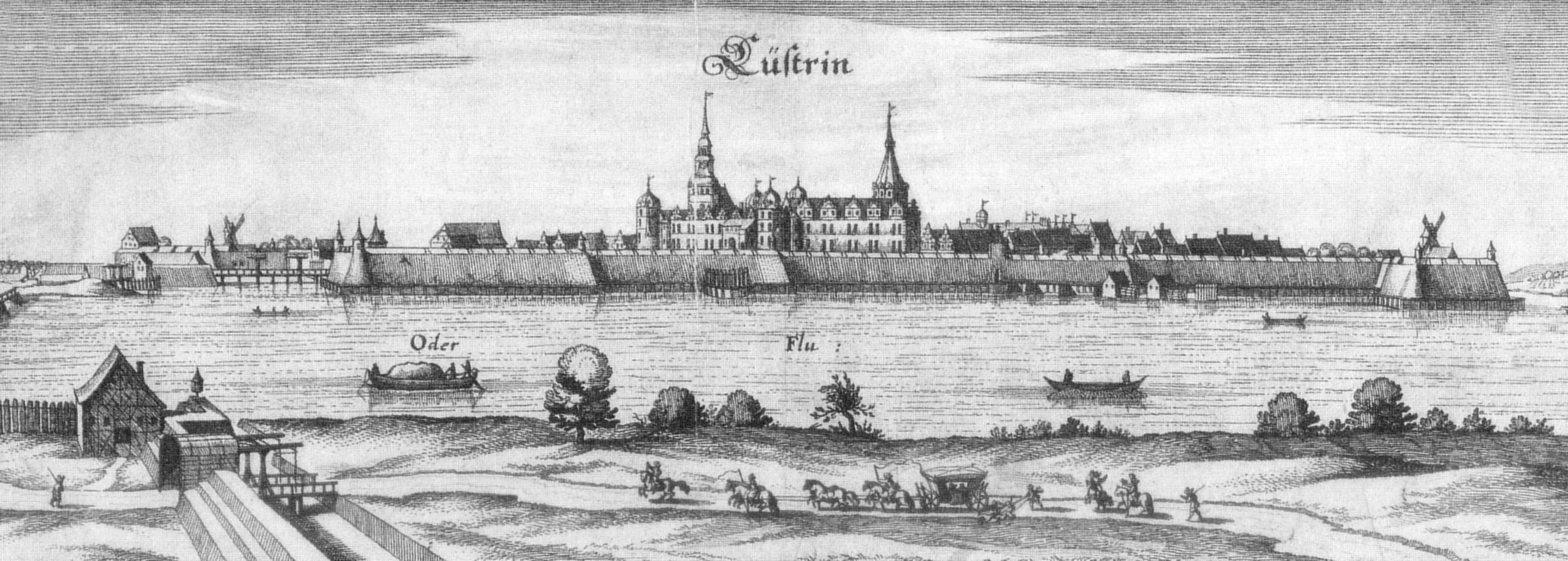
Château de Custrin (1652).

Le seul margrave résidant à la forteresse de Custrin fut Jean Ier, un seigneur efficace et engagé également connu sous le nom de Hans von Küstrin, qui régna de 1535 jusqu'à sa mort en 1571. Immédiatement après son arrivée au pouvoir, le margraviat se convertit à la Réforme (c'est-à-dire avant la Marche-Électorale de son frère Joachim II). En 1538, le margrave Jean rejoint la ligue de Smalkalde, alliance défensive des princes protestants contre la politique religieuse de l'empereur catholique Charles Quint ; après que la guerre de Smalkalde a éclaté en 1546, il néanmoins changea de camp.
Après la mort de Jean sans héritier mâle, le 13 janvier 1571, la Marche-Électorale et la Nouvelle-Marche de Brandebourg sont de nouveau réunies sous le petit-fils de Joachim Ier Nestor, l'électeur Jean II Georges.

## Territoire

Les domaines de Jean Ier de Brandebourg-Custrin.

Le margraviat de Brandebourg-Custrin s'étendait sur :
- la Nouvelle-Marche, y-compris Dramburg et Schivelbein ;
- le pays de Sternberg ;
- le duché silésien de Crossen, y-compris Züllichau et Sommerfeld ;
- la seigneurie de Cottbus et Peitz en Basse-Lusace.

## Littérature
- (de) Theodor Hirsch, « Johann (Markgraf von Brandenburg-Küstrin) », dans Allgemeine Deutsche Biographie (ADB), vol. 14, Leipzig, Duncker & Humblot, 1881, p. 156-165
- (de) Johannes Schultze, « Johann », dans Neue Deutsche Biographie (NDB), vol. 10, Berlin, Duncker & Humblot, 1974, p. 476–477 (original numérisé).